# Dariusz Michaliszyn
Dariusz Michaliszyn (ur. 28 stycznia 1965 w Nysie) – polski piłkarz grający na pozycji napastnika.

## Kariera piłkarska
Dariusz Michaliszyn karierę piłkarską rozpoczął w Stali Nysa. Następnie grał w AKP AZS Wrocław i Ślęzy Wrocław. 
W ekstraklasie zadebiutował w sezonie 1991/1992 w barwach Śląska Wrocław, w który reprezentował do 1992 roku grając w 25 meczach i strzelając 6 goli. Następnie przeszedł do Zagłębia Lubin, gdzie w swoim ostatnim sezonie w ekstraklasie – 1992/1993 rozegrał 17 meczów i strzelił 5 goli. Łącznie w ekstraklasie rozegrał 42 mecze i strzelił 11 goli.
Następnymi klubami w karierze Michaliszyna były kluby z niższych lig: Ślęza Wrocław (1993), Lechia Dzierżoniów (1993-1994), GKS Bełchatów (1994), Lechia Dzierżoniów (1994-1995), RKS Radomsko (1995)
GKS II Bełchatów (1995-1996), Wedan Żórawina (1997), Śląsk Wrocław (1997-1999), Pogoń Oleśnica (1999), Wedan Żórawina (1999-2000), Strzelinianka Strzelin (2000-2001), Wedan Żórawina (2002), Motobi Bystrzyca Kąty Wrocławskie (2002-2003) i GKS Kobierzyce, gdzie w 2003 roku zakończył piłkarską karierę.

## Kariera trenerska
Dariusz Michaliszyn po zakończeniu kariery piłkarskiej został trenerem. Trenował m.in. MKS Oława (2007-2008), Orzeł Ząbkowice Śląskie (2010-2011), AKS Strzegom (2011-2012). Obecnie uczy w Gimnazjum nr 18 we Wrocławiu oraz w Liceum nr 12 im. Bolesława Chrobrego we Wrocławiu